# 金华桥
金华桥是建于中国天津市红桥区南运河上的一座连接河北大街与北门外大街的公路桥梁。该桥原建于大胡同南口，是中国最早的开启式钢桥。南运河裁弯取直后移建于现在位置。

## 历史

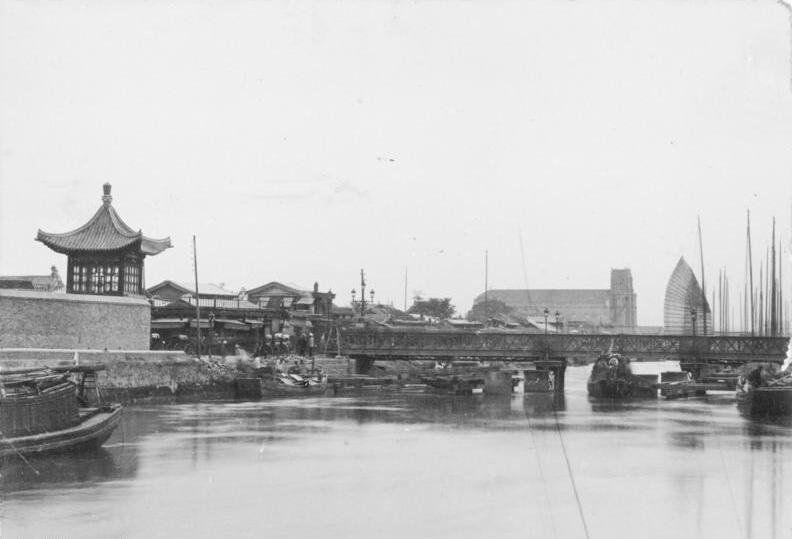
1898年的金华桥，图中左侧建筑为1870年-1901年的直隶总督署

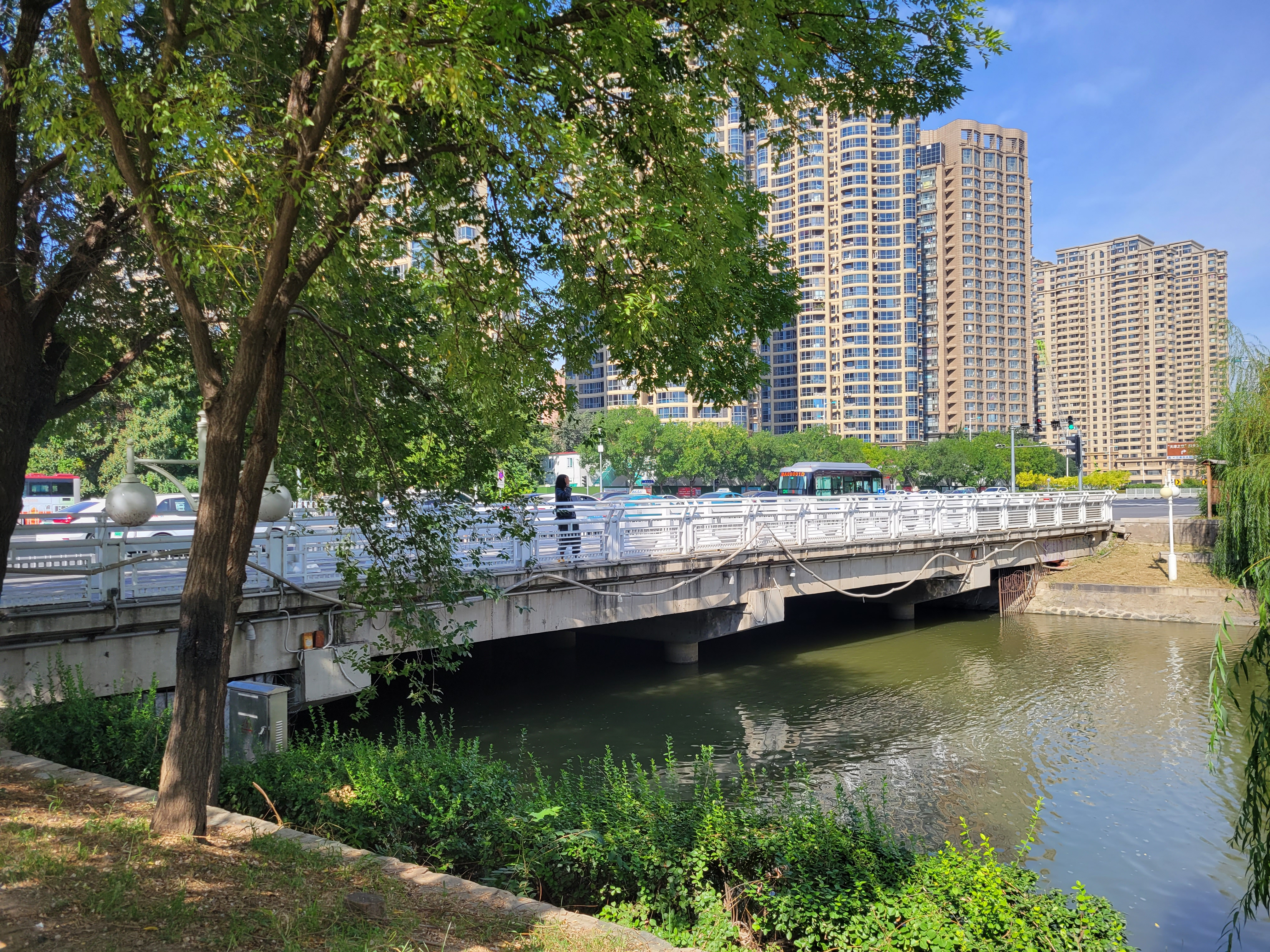
如今的金华桥

据清道光年间绘制的《津门保甲图说》中的记载，金华桥前身为“北浮桥”。
康熙九年（1662年），当时的清政府在南运河北岸两侧建起了天津钞关，主管往来货物税收。当时跨河的交通主要为摆渡。1716年，在南运河上建起了北连河北大街，南接北门外大街的钞关浮桥。
清光绪八年（1882年），时任直隶总督的李鸿章欲将督署门前的浮桥改建成西式铁桥，因顾虑桥下漕船通行不便，因此搁置起来。
光绪十四年（1888年），在李鸿章的主持下，经与有关方面议定，决定建开启式铁桥，以解决水陆两方面的交通问题，并请英国技师设计。该桥命名为“金华桥”，成为天津第一座悬臂式可开启式的西式铁浮桥，天津人俗称之为“老铁桥”。清《津门保甲图说》标明，金华桥上游西南岸曾有一处名为“金华园”的去处，应该与金华桥名由来有关。
光绪三十年（1904年）八月，金华桥改建为新式铁桥，桥身分4段，中间两段能升起。建筑费银12.5万两。原址的旧铁桥拆迁移至金钟河上的贾家大桥（本是木桥）之处，定名金钟桥。
1905年3月13日，天津金华桥举行通车典礼。
1917年，天津遭遇水灾，南运河被裁弯取直，金华桥也被移于上游北大关的钞关浮桥处，北连河北大街，南接北门外大街，为通往京师之要道，当时又被称作北大关桥，当时的金华桥长37.6米，宽10.3米，三孔横跨南运河。桥桁内的两旁有高出桥面的人行便道，各宽1.5米。桥面为木板，桥身载重以6吨左右车辆为限。下部结构系石砌桥台，中墩为小型沉箱基础，俗称铁罐。中孔为双叶立转下承开启跨，用人力开启。
20世纪80年代，在拓宽北门外大街、河北大街的工程中，金华桥又进行了重建，现在成为公路桥。